# Société tunisienne de banque
La Société tunisienne de banque (arabe : الشركة التونسية للبنك) ou STB est une banque tunisienne fondée le 18 janvier 1957. Elle ouvre sa première succursale le 26 mars 1958.
Il s'agit d'une société anonyme régie par la loi n°2001-65 relative aux établissements de crédits et dont le capital s'élève à 776,875 millions de dinars tunisiens, dont l'État tunisien détient 81,83 % d'une façon directe et indirecte.

## Part de marché
En 2008, sa part de marché est estimée à 18 % et elle perpétue son rôle de pièce maîtresse de la politique économique de l'État tunisien en matière de financement des entreprises du secteur industriel.
Plus grand établissement de Tunisie en total de bilan, en dépôts de clientèle (4 798,7 millions de dinars fin juin 2010) et en crédit, il s'agit de la deuxième banque publique de Tunisie. En considérant le produit net bancaire de 207 millions de dinars en 2007, elle se classe derrière la Banque nationale agricole. La qualité de ses actifs et sa rentabilité se sont améliorées après les difficultés résultant de l'absorption de la Banque nationale de développement touristique et de la Banque nationale de développement économique de la Tunisie en 2001 même si son taux de créances impayées reste encore à 26,5 % à la fin 2007.

## Direction
La STB est dirigée par des présidents-directeurs généraux depuis sa fondation en 1957 :
- Abdelaziz Mathari : 18 janvier 1957-18 mars 1971
- Hassen Belkhodja : 19 mars 1971-4 octobre 1974
- Habib Ghenim : 4 octobre 1974-22 avril 1981
- Hassen Belkhodja : 22 avril-29 novembre 1981
- Mohamed El Béji Hamda : 5 décembre 1981-7 août 1984
- Naji Skhiri : 7 août 1984-27 novembre 1987
- Mohamed Bouaouaja : 27 novembre 1987-16 mars 1990
- Abdelmoumen Souayah : 16 mars 1990-24 juin 1992
- Abdellatif Jerijeni : 24 juin 1992-8 août 1995
- Moncef Kaouach : 8 août 1995-6 août 1996
- Béchir Trabelsi : 6 août 1996-2 février 1999
- Ali Debaya : 2 février 1999-3 août 2002
- Nouri Zorgati : 3 août 2002-14 janvier 2003
- Brahim Saada : 14 janvier 2003-4 août 2004
- Laâroussi Bayoudh : 4 août 2004[3]-3 septembre 2008
- Abou Hafs Omar Najaï : 3 septembre 2008-17 février 2010
- Hédi Zar : 17 février 2010-29 avril 2011
- Samira Ghribi : 29 avril 2011[5]-5 mars 2013
- Abdelwahab Néchi : 5 mars 2013[6]-18 janvier 2016
- Samir Saied : 18 janvier 2016-7 mars 2019
- Lotfi Debbabi : 7 mars 2019[7]-30 septembre 2020[8]
- Ali Lahiouel (intérim) : 3 octobre-31 décembre 2020[9]
- Néjia Gharbi (administrateur délégué) : 1er janvier-22 mars 2021[10]
- Mohamed Chouikha : 22 mars 2021[11]-7 octobre 2022
- Lassad Jouini (intérim) : 7 octobre 2022-27 mai 2024[12]
- Nabil Frini (intérim) : 27 mai-22 juin 2024[13]
- Rachid Batita : depuis le 22 juin 2024[14]

## Réseau

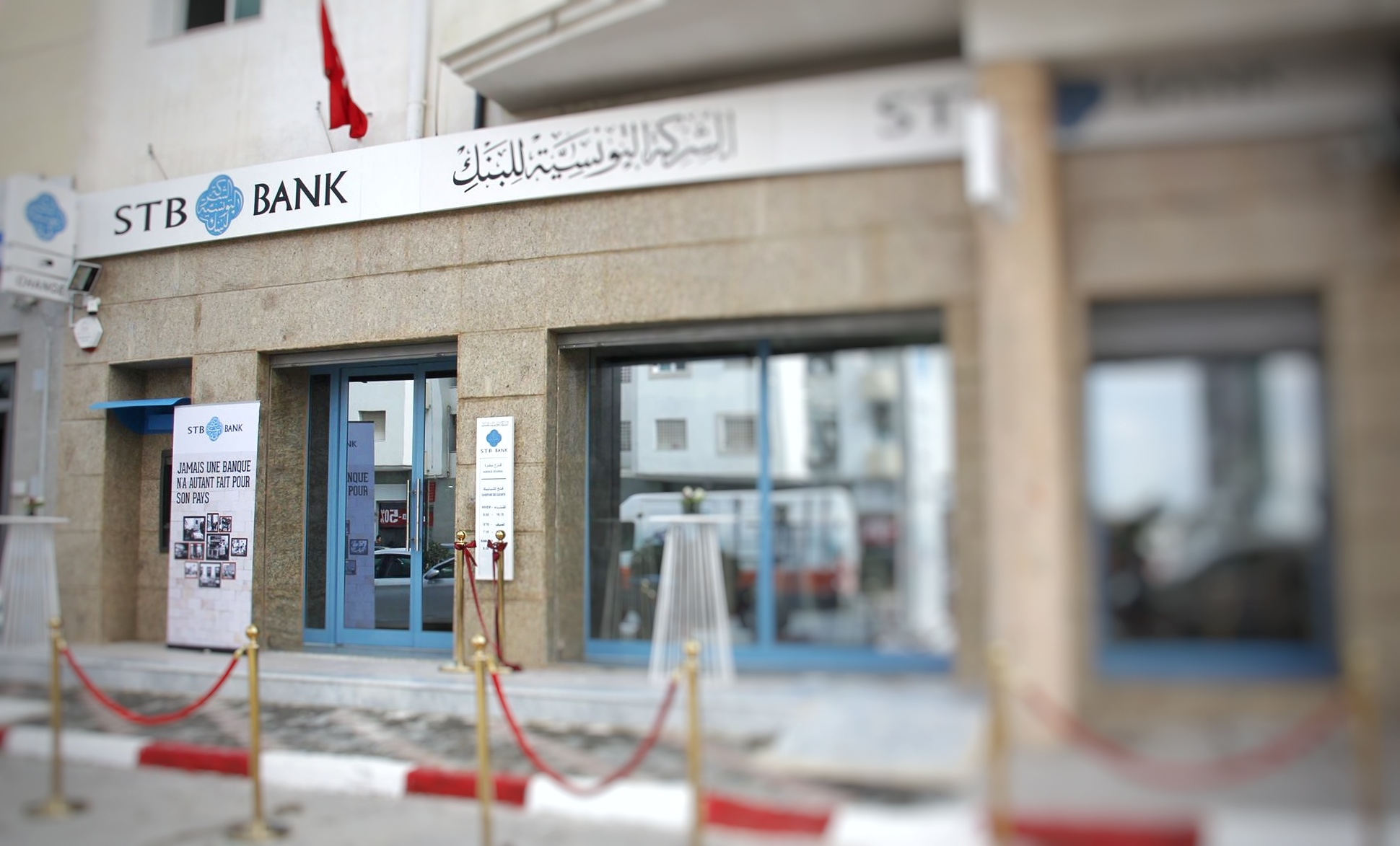
Agence bancaire à La Soukra.

La STB dispose d'environ 300 filiales et participations dont une cinquantaine d'importance. Parmi celles-ci, la Tunisian Foreign Bank à Paris et Marseille, et la Banque franco-tunisienne a fait l'objet d'un appel d'offres en vue de sa cession. La STB détient par ailleurs 25 % de la Société nigérienne de banque, implantée au Niger et au Bénin.

## Reconnaissance
En mars 2019, la STB est désignée comme la meilleure banque digitale en Afrique du Nord. En décembre de la même année, elle devient la première banque Swift GPI (Global Payment Innovation) en Afrique du Nord.

## Codes BIC
| Branche  | BIC         |
| -------- | ----------- |
| Tunis    | STBKTNTTXXX |
| Tunis    | STBKTNTT000 |
| Sousse   | STBKTNTT930 |
| Sfax     | STBKTNTT940 |
| Monastir | STBKTNTT017 |
| Nabeul   | STBKTNTT925 |